# Michelea hortus
Michelea hortus is een tienpotigensoort uit de familie van de Micheleidae. De wetenschappelijke naam van de soort is voor het eerst geldig gepubliceerd in 1997 door Poore.